# Боксёры (фильм)
«Боксёры» — спортивная драма 1941 года, снятая по одноименному роману Петра Капицы. Премьера кинокартины состоялась 7 июля 1941 года.

## Сюжет

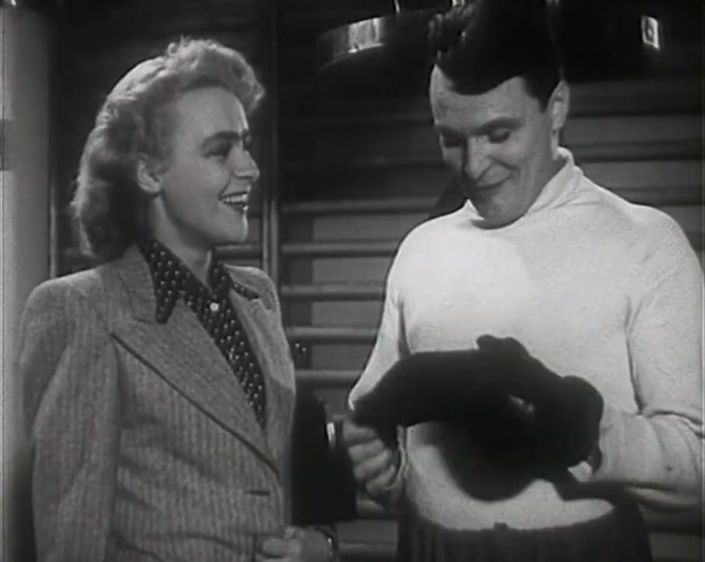
Кадр из фильма.

Кирилл Кочеванов — молодой боксёр. У него успехи в боксе, но решающую встречу в отборочных соревнованиях за выход на более серьёзный уровень — участие в европейском чемпионате он проигрывает нынешнему чемпиону СССР Петру Дорохову. Но спортивная комиссия усмотрела в парне большие задатки, и он отправляется с лучшими боксёрами команды «Молния» в Европу для участия в соревнованиях. После нескольких выигранных встреч наши спортсмены получают вызов чемпиона Европы Анри Ланса. Хорошо изучив тактику и стратегию боя Дорохова, Ланс обещает всем журналистам нокаутировать соперника не позднее четвёртого раунда. Однако советская делегация выставляет на бой Кирилла Кочеванова. В девятом раунде Кирилл переходит в наступление, атакует Ланса и выигрывает бой.

## В ролях
- Виталий Доронин — чемпион по боксу Пётр Дорохов
- Даниил Сагал — боксёр Кирилл Кочеванов, победитель Анри Ланса
- Николай Ивакин — Сомов Владимир Николаевич, тренер команды
- Константин Градополов — чемпион Европы по боксу Анри Ланс
- Константин Михайлов — импресарио Ланса
- Константин Сорокин — боксёр Хромченко
- Виктор Проклов — «Муха» Шептунов, боксер
- Ариадна Гельц-Тур — Ирина Большинцева, лётчик (в титрах А. Гельц)

Остальные актёры и роли в титрах не указаны
- Эммануил Геллер — ассистент Ланса
- Ефим Копелян — Кандахчан
- Михаил Сидоркин — Волин
- Роберт Росс — «Чёрный Цветок»
- Иван Бобров — «Большой Джек»
- Николай Волков — комментатор
- Николай Комиссаров — Новиков

## Съёмочная группа
- Автор сценария: Пётр Капица
- Режиссёр: Владимир Гончуков
- Оператор: Яков Лейбов
- Композитор: Сигизмунд Кац
- Звукооператор: С. Соловьёв
- Художники: Георгий Гривцов, М. Сучатова
- Ассистенты режиссёра: Людмила Дзенькевич, Константин Игнатьев
- Вторые операторы: С. Герасимов, П. Гришко
- Ассистент по монтажу: Р. Шор
- Оператор комбинированных съёмок: Григорий Айзенберг
- Консультант по боксу: Константин Градополов
- Директор картины: Михаил Шор

В фильме звучит «Спортивная песенка» на слова А. А. Коваленкова.

## Технические данные
- Фильм снят на плёнке «Свема».